# 창빈 안씨
창빈 안씨(昌嬪 安氏, 1499년 9월 11일(음력 7월 27일) ~ 1549년 11월 17일(음력 10월 18일)는 조선 중종의 후궁이다. 덕흥대원군의 생모이자 선조의 할머니이다. 본관은 안산(安山)이다.

## 생애
친정아버지 안탄대는 1506년 중종반정에 참여한 공로로 정국원종공신에 참록되었고. 품계는 정7품 적순부위에 이르었다. 사후에는 의정부 우의정으로 추증되었다.
창빈 안씨는 1499년 음력 7월 27일 금천에서 안탄대와 황씨의 딸로 태어나, 1507년(중종 2)에 내명부 궁인으로 들어가 자순대비를 시봉하였다.
뛰어난 미모는 아니었지만 행동이 정숙하고 참신하여 자순대비 윤씨의 눈에 들어 대비의 후원으로 스무 살에 중종의 승은을 입어 후궁이 되었고, 1520년(중종 15년)에는 정5품 상궁에 배수되었다. 1529년(중종 24)에는 종4품 숙원(淑媛)에 올랐으며, 1540년(중종 35) 숙용(淑容)까지 그 지위가 올랐다. 1544년 11월 15일 중종이 57세로 승하하시자, 3년 복제를 마치고 전례에 따라 인수궁(仁壽宮)에 물어나 거처하기를 청했으나, 평상시 품행이 단정한데다 문정왕후와의 사이도 돈독하여 특별히 궐에서 머물도록 명하였다. 그 후 1549년(명종 4) 10월 18일 우연히 사제에 갔다가 갑자기 51세로 졸하였다. 다음 해 3월 8일 양주 장흥리에 장사지냈다.
중중과의 슬하에 3남 1녀를 두었으며, 영양군을 1521년에 생산하였고, 정신옹주를 1526년에 낳았다. 그리고 1530년 3월 5일에는 선조대왕의 아버지가 되는 덕흥군을 낳았다. 둘째 아들인 이수는 조졸하였으며 생몰년은 미상이다.
안씨가 죽은 후에도 문정왕후는 그녀의 자식들을 돌보아 주었고 후사 없이 명종이 세상을 떠나자 명종비 인순왕후는 안씨의 자손인 하성군을 즉위시켰다. 선조 이후의 모든 조선 국왕은 그녀의 후손들이다. 선조는 재위 10년째인 1577년 3월 24일 소용 안씨를 창빈으로 추봉하였는데 실록에는 다음과 같이 기록되어 있다.
"안 소용(安昭容)을 빈(嬪)으로 추봉하고 정세호(鄭世虎)를 영의정으로 추증하라. 종묘에 친제하려 하니 제반 일을 미리 준비하도록 하라."
참고로, 조선왕조실록에서는 중종 22년부터 25년까지 5번에 걸쳐 창빈(昌嬪)을 안빈(安嬪)으로 기록한 내용이 확인되는데, 중종 22년에는 정5품 상궁에 배찰되었고 중종24년에는 숙원에 오른 기록이 있으므로 이는 사관의 실수로 오기재한 것으로 보인다.

## 사후
1549년 11월 7일(음력 10월 18일)에 죽어 이듬해 3월 양주 장흥에 묻혔으나 덕흥대원군이 풍수가들의 말을 따라 현재의 위치로 이장을 하였으며,, 경기도 과천군 상북면 동작리(현 서울시 동작구 동작동 44-7번지) 그녀의 묘는 동작릉이라는 별칭으로 불렸다. 후에 정1품 빈(嬪)으로 다시 복작하여 안빈이라 부르다가 손자인 선조가 1577년(선조 10) 그녀를 창빈이란 칭호로 개봉하고 하원군의 후손으로 하여금 제사를 모시게 했다.
선조는 자신이 서얼 출신이라는 것에 큰 콤플렉스를 가졌다. 1578년(선조 11) 5월 11일에는 덕흥대원군 사당의 이름을 정하는 것을 놓고 토의하던 중, 경연관 허봉이 창빈 안씨를 첩이라고 칭했다가 선조는 크게 분노하였다.
강관(講官) 허봉(許篈)이 입시하여 아뢰기를 "명분이 바르지 못하면 말이 순하지 않습니다. 요즘 대원군 사당을 일컬어 ‘가묘(家廟)’라 하고 있는데 국가에 어찌 가묘가 있을 수 있겠습니까. ‘대원묘(大院廟)’라고 하거나, 아니면 ‘사친묘(私親廟)’라고 해야 옳을 것입니다. 그리고 전하께서 안빈(安嬪)을 우리 조모라고 하시는 것도 역시 매우 잘못입니다. 비록 대원군이 계시더라도 적모(嫡母)에 압존(壓尊)되어 감히 자기 어머니에게 어머니라고 부르지 못하는 법인데, 더구나 전하께서는 대궐에 들어와 대통(大統)을 이어받으셨으니 어찌 감히 조모라고 일컬을 수 있겠습니까. 그리고 대원군은 제후의 별자(別子)로서 백세토록 옮기지 않는 사당이 되었으나 안빈은 바로 첩모이기 때문에 시조의 사당에 들어 갈 수가 없고 다만 사실(私室)에서 제사해야 합니다.(名不正則言不順。 今者稱大院君廟曰家廟, 國家安有家廟乎? 只稱大院廟, 或稱私親廟, 可也。 殿下稱安嬪爲我祖, 亦甚非也。 雖大院君在, 亦壓於嫡, 而不敢母其母, 況殿下入承大統, 安敢稱祖乎? 大院君以諸侯別子, 爲百世不遷之廟, 安嬪是妾母, 不可入始祖之廟, 只合祭之私室。)"
하니, 상이 성난 음성으로 이르기를,
"허봉이 감히 이런 허다한 이야기를 하는가. 옛사람이 이르기를 ‘말로써 뜻을 해쳐서는 안 된다’고 하였다. 안빈은 실지로 조모인데 우리 할머니라고 한다 해서 무엇이 해롭단 말인가. 그리고 가묘라고 한다 해서 또한 무슨 방해가 되기에 허봉이 감히 비교하면서 말을 하여 함부로 의논을 만들어 내는가. 나는 그가 무슨 생각을 가지고 그러는지 모르겠다."
하자, 좌상 홍섬(洪暹)이 아뢰기를,
"나이 젊은 사람이라 옛글만을 읽었을 뿐, 실지로 일을 경험해 보지 못했기 때문에 너무 지나친 논의를 만들어 낸 것입니다. 그러니 상께서는 모두 포용하셔야 합니다. 만약 이와 같이 기를 꺾으신다면 모두가 생각하고 있는 것을 제대로 말하지 않을까 염려됩니다."

선조는 허봉이 창빈 안씨를 첩이라고 대놓고 지적하자(安嬪是妾母) 불같이 화를 냈는데, 좌의정 홍섬이 겨우 변호하여 선조의 진노를 가라앉힌 일도 있다. 시호는 미상이다.
1681년(숙종 7) 3월 17일 묘비석이 없어서 1683년(숙종 9) 12월 이조판서 신정이 신도비문을 짓고, 판돈녕부사 이정영이 해서로 쓴 뒤, 비석의 제목은 오위도총부 도총관 이항이 써서 묘소 근처에 세웠다. 신도비는 1982년 11월 13일 묘소와 함께 서울 유형문화재로 지정되었다.
창빈 안씨의 묘소는 먼 훗날 대한민국 정부가 수립된 이후 국립서울현충원 터가 되었으며 창빈 안씨의 바로 옆에 박정희와 육영수 부부가 안치되어 있다.

## 가족 관계
본가 안산 안씨(安山 安氏)
- 아버지 : 안탄대(安坦大)
- 어머니 : 정경부인 황씨(貞敬夫人 黃氏)

왕가(王家 : 전주 이씨)
- 남편 : 제11대 중종대왕(中宗大王, 1488~1544)
  - 장남 : 영양군 거(永陽君 岠, 1521~1561)
  - 차남 : 이수(頤壽, 조졸)
  - 3남 : 덕흥대원군(德興大院君, 1530~1559)
  - 며느리 : 하동부대부인 하동 정씨(河東府大夫人 河東 鄭氏, 1522~1567)
    - 손자 : 제14대 선조대왕 (1552~1608, 재위 : 1567~1608)
    - 손부 : 의인왕후 박씨(懿仁王后 朴氏, 1555~1600)
    - 손부 : 인목왕후 김씨(仁穆王后 金氏, 1584~1632)

  - 장녀 : 정신옹주(靜愼翁主, 1526~1552)
  - 사위 : 한경우(韓景祐)

## 창빈 안씨가 등장한 작품
- 《조광조》 (KBS, 1996년 배우:장연식)
- 《여인천하》 (SBS, 2001년~2002년 배우:최정원)

## 같이 보기
- 도정궁
- 덕흥궁
- 덕릉재실
- 지장사
- 창빈안씨묘역